# Museo del Bonsái (Marbella)
El Museo del Bonsái es un museo botánico de la ciudad de Marbella, en la provincia de Málaga, España. Está ubicado en el recinto del Parque Arroyo de la Represa y es de titularidad privada. 
El museo exhibe una colección de bonsáis y bosques de miniatura, destacando la colección de olivos salvajes, que se muestran sobre piedra esculpida procedente de El Torcal. Otras especies destacadas son el almez chino y un acebuche de 300 años de edad. Algunos de los bonsáis proceden de la naturaleza de los alrededores de Marbella, incluido el pinsapo, en peligro de extinción.